# Pierwszy start
Pierwszy start – polski film obyczajowy z 1950. Kręcono go na lotnisku Żar koło Żywca.

## Fabuła
Film przedstawia dzieje młodego urwisa, który w szkole szybowcowej na górze Żar w Międzybrodziu Żywieckim przekształca się w rekordzistę lotów i ucznia świecącego przykładem. Na początku Tomek lekceważy sobie jednak naukę, zostaje więc odesłany do domu. Sytuacja zmienia się, gdy na polu obok jego domu ląduje szybowiec z chorym kolegą z kursu szybowcowego. Nadciągająca burza uniemożliwia zabezpieczenie stojącego na polu szybowca – Tomek postanawia wystartować i odprowadzić szybowiec na lotnisko. Znów poznając smak latania, zmienia swoje podejście do nauki.

## Obsada
- Leopold René Nowak – Tomek Spojda
- Jadwiga Chojnacka – Aniela Spojda, ciotka Tomka
- Adam Mikołajewski – Feliks Spojda, wuj Tomka
- Janusz Jaroń – inżynier Studziński
- Jerzy Pietraszkiewicz – inżynier Góracz, konstruktor szybowców
- Władysław Woźnik – Władysław Woźniak, komendant szkoły
- Władysław Walter – majster Stypuła
- Anna Rosiak – junaczka Hania
- Bogdan Niewinowski – junak Jurek Zaręba
- Stanisław Mikulski – junak Franek Mazur